# Педагогічна преса
Державне інформаційно-виробниче підприємство видавництво «Педагогічна преса» (ДІВП видавництво «Педагогічна преса») — засноване Міністерством освіти і науки України.

## Періодичні видання
«Педагогічна преса» видає:
Офіційні видання
- щотижнева газета «Освіта України» — офіційне видання МОН
- «Інформаційний збірник та коментарі Міністерства освіти і науки України» – офіційне видання МОН
- «Педагогічна газета» – офіційне видання Національної академії педагогічних наук;
- Спецвипуск газети «Освіта України» – офіційне видання Міністерства освіти і науки України щодо інформування з питань присудження наукових ступенів і присвоєння вчених звань (попередня назва видання «Атестаційний вісник»).

Предметно-педагогічні журнали:
- «Українська мова і література в школах України»;
- «Всесвітня література в школах України»;
- «Іноземні мови в школах України»;
- «Математика в рідній школі»;
- «Історія в рідній школі»;
- «Географія та економіка в рідній школі»;
- «Біологія і хімія в рідній школі»;
- «Фізика та астрономія в рідній школі»;
- «Фізичне виховання в рідній школі»;
- «Трудова підготовка в рідній школі»;

Загальнопедагогічні журнали:
- «Професійно-технічна освіта»;
- «Особлива дитина: навчання та виховання»;
- «Педагогіка і психологія. Вісник Національної Академії педагогічних наук України»;
- «Вища освіта України».[1]